# Palacio de Friedrichstein

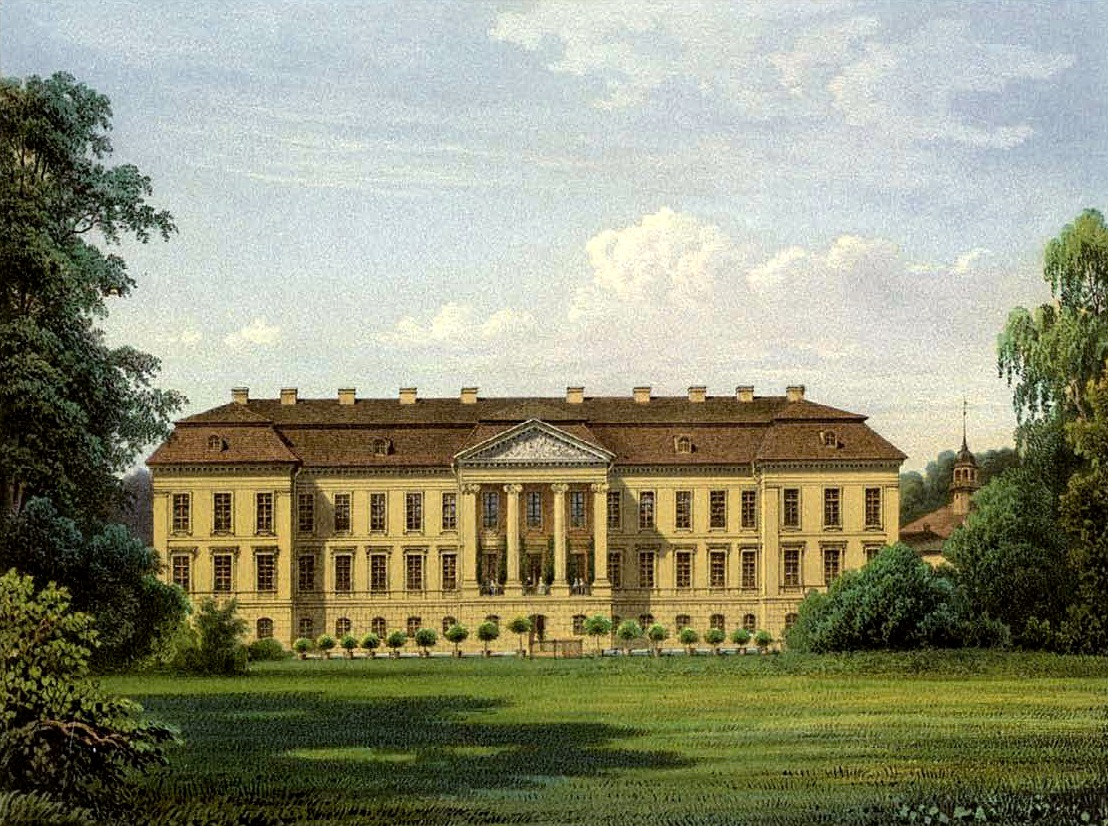
Frente al jardín del Palacio Friedrichstein por Alexander Duncker alrededor de 1860

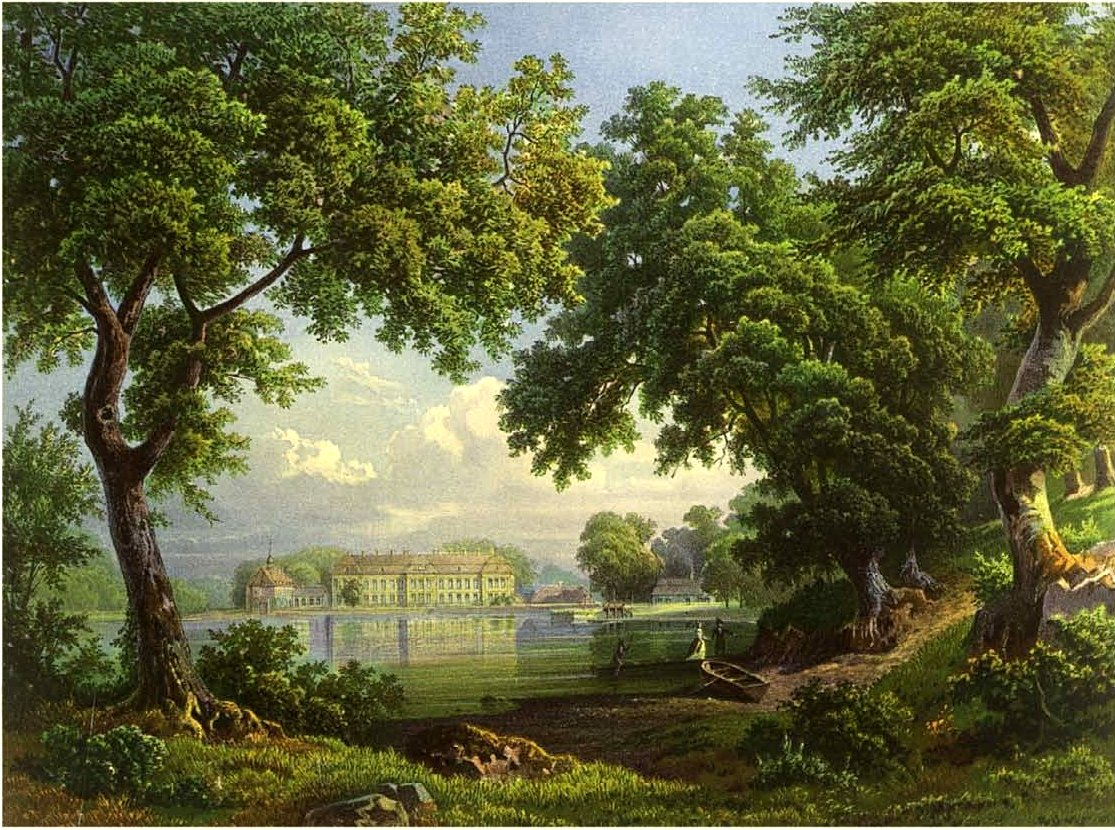
Palacio Friedrichstein por Alexander Duncker alrededor de 1860

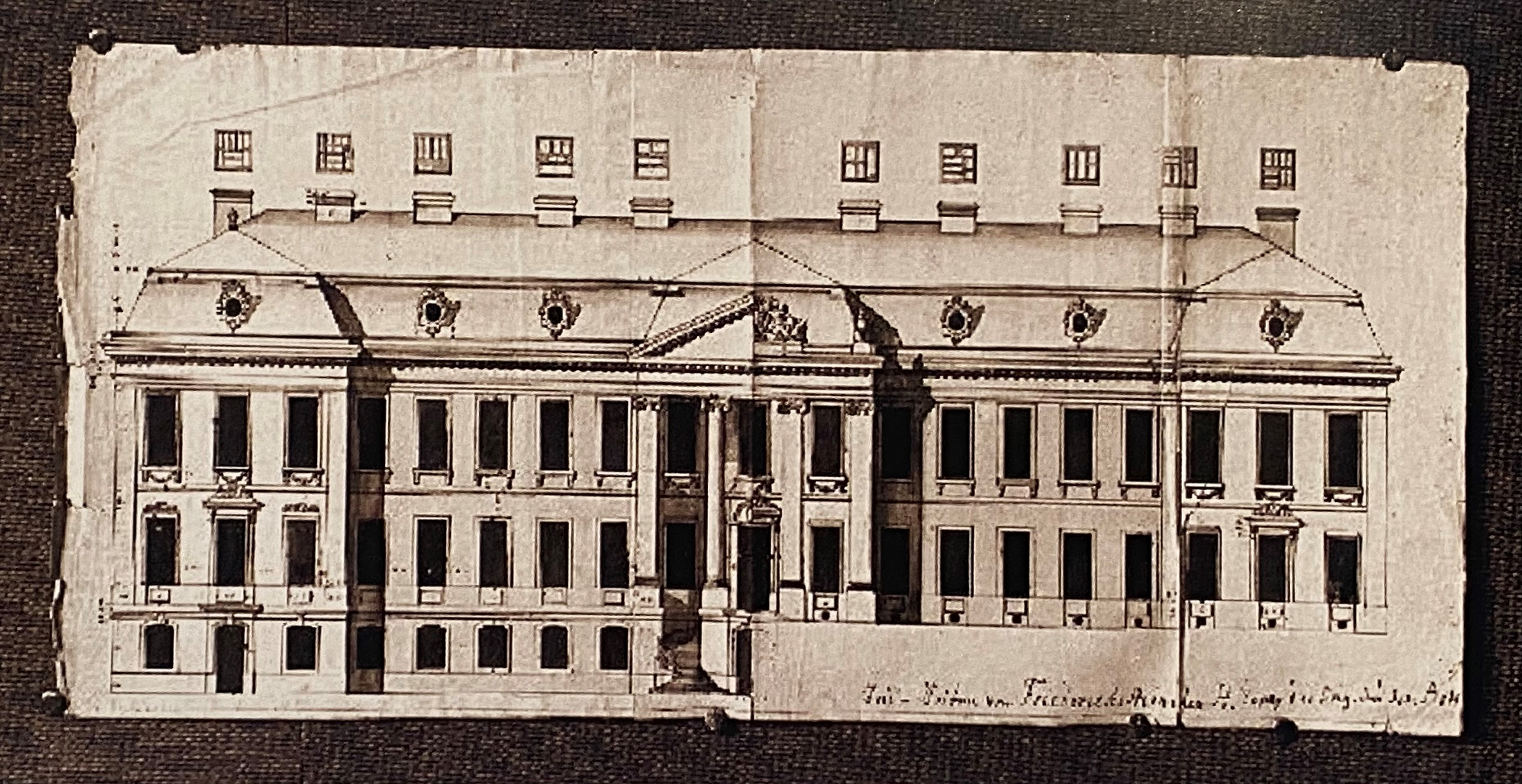
Diseño de Jean de Bodt

El Palacio Friedrichstein (en alemán, Schloss Friedrichstein) es un antiguo palacio barroco ubicado cerca de Königsberg, Prusia Oriental. Fue construido entre 1709 y 1714 según un diseño de Jean de Bodt. La familia Dönhoff vivió en él hasta su expropiación en 1945. La periodista y editora alemana Marion Dönhoff nació y creció en él. Era uno de los llamados «palacios reales» de Prusia Oriental, que podía utilizar el rey de Prusia durante sus viajes. En enero de 1945, el Ejército Rojo saqueó y destruyó el palacio. Era considerado uno de los edificios señoriales más bellos de Prusia.
Hoy en día ya no queda nada del edificio principal. El parque todavía existe, y varios edificios auxiliares.
El palacio estaba situado en Löwenhagen, a veinte kilómetros al este de Königsberg, hoy Kaliningrado, en el valle del río Pregolya . Después de la Segunda Guerra Mundial, el pueblo de Löwenhagen pasó a llamarse Kamenka. Es parte del distrito Guryevsky en el óblast de Kaliningrado, Rusia.

## Historia

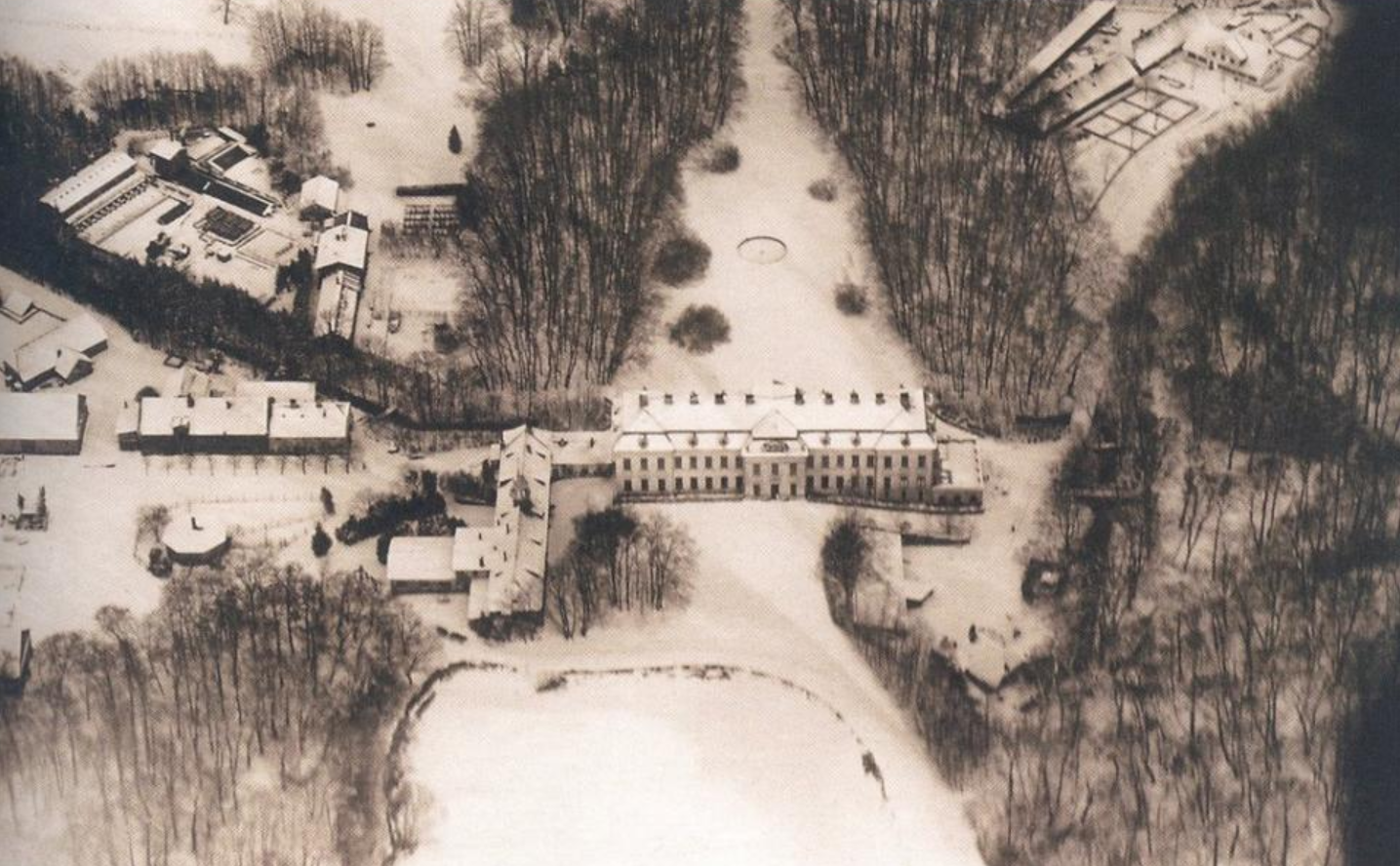
Vista aérea del palacio Friedrichstein

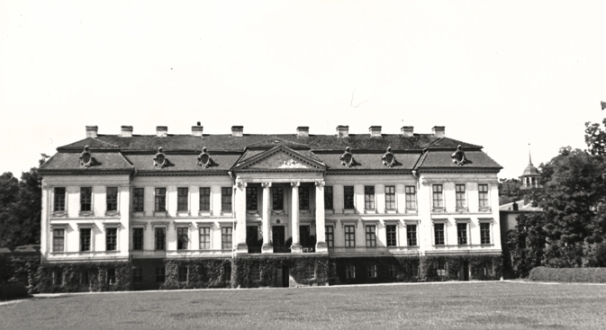
Jardín delantero del palacio de Friedrichstein

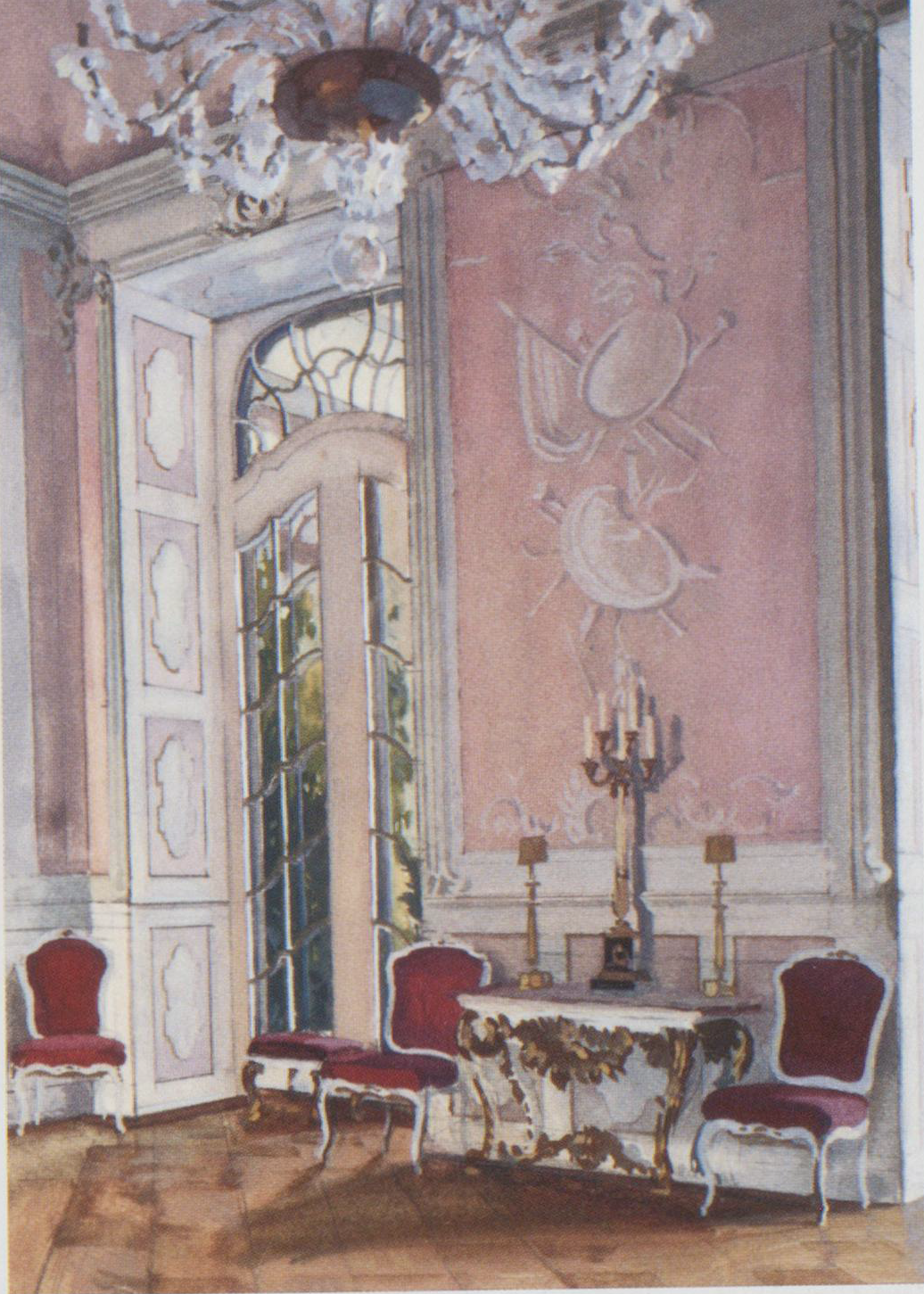
Acuarela de la habitación del jardín

### SigloXVII
En el siglo XVI, el conde Bar compró las tierras donde se construiría el palacio. Construyó una casa residencial y un granero. Sin embargo, debido a dificultades financieras, tuvo que transferir la finca a Friedrich von Waldburg en el siglo XVII. Es él quien construye la primera casa solariega y le da su nombre a la finca: Friedrichstein.
Cuando Friedrich von Waldburg fallece en 1625, la herencia pasa a su viuda, María von Waldburg. Ella fallece en 1642 y deja la herencia a su hijo Hans Albrecht von Waldburg. Como las condiciones económicas no eran buenas, se vio obligado a vender la propiedad. En aquella época, la finca rondaba las 450 hectáreas.
El 2 de septiembre de 1666, Federico Guillermo, elector de Brandeburgo y duque de Prusia, aprobó la adquisición de la finca por parte del conde Friedrich von Dönhoff (1639-1696). Friedrich era chambelán del elector y teniente coronel. La familia Dönhoff será propietaria de la finca durante ocho generaciones, desde 1666 hasta 1945, cuando la confiscó la Unión Soviética. A Friedrich le sucederá su hijo mayor, Otto Magnus von Dönhoff (1665-1717), que será teniente general y diplomático del rey Federico I de Prusia (1657-1713). El rey le concedió la Orden del Águila Negra, de la que se convirtió en uno de los primeros galardonados.

### SigloXVIII
En el invierno de 1709, un incendio destruyó la casa solariega. Se atribuye la culpa a los «espíritus ardientes» en los que creían los habitantes de Prusia Oriental, pero se supone que la causa fue un incendio provocado por vecinos hostiles hacia la «altiva aristocracia».
Otto Magnus von Dönhoff decide construir un nuevo palacio de estilo barroco. Los diseños corren a cargo del arquitecto Jean de Bodt y las obras son supervisadas por John von Collas. Las obras se ejecutan entre 1709 y 1714. Otto Magnus emplea a 100 soldados del regimiento al que pertenece para que le ayuden.
En 1701, Otto Magnus se casó con Wilhelmina Amalia, hija del conde Alexander zu Dohna-Schlobitten, con quien tuvo cinco hijos y cinco hijas. El heredero fue el hijo mayor, Friedrich II von Dönhoff (1717-1769), que se casó con Wilhelmine Sophie von Kameke (1712-1758). Posteriormente, el palacio pasó a su hijo, el ministro de Guerra prusiano Christian von Dönhoff (1742-1803), casado con Charlotte Amalie Rollaz du Rosey (1742-1813), y luego a su hijo, el conde August von Dönhoff (1763-1838).

## SigloXIX
A mediados del siglo XIX, August Heinrich Hermann von Dönhoff (1797-1874), diplomático y ministro de Asuntos Exteriores de Prusia, vivió en Friedrichstein. Le sucedió su hijo, August von Dönhoff (1845-1920), diplomático y miembro de la Cámara de los Lores prusiana y del Reichstag alemán. En 1896 se casó con Maria von Lepel (1869-1940), 24 años más joven que él, dama de compañía de la reina de Prusia y emperatriz alemana, Augusta Victoria (1858-1921), esposa de Guillermo II (1859-1941). Tuvieron ocho hijos juntos. La más joven de ellos fue la periodista y escritora Marion Dönhoff (1909-2002), que nació y creció en Friedrichstein.
August von Dönhoff era un apasionado del coleccionismo. En el palacio amasó una impresionante colección de valiosos instrumentos musicales, armas ornamentales, exquisitas alfombras y mucho más.

### SigloXX

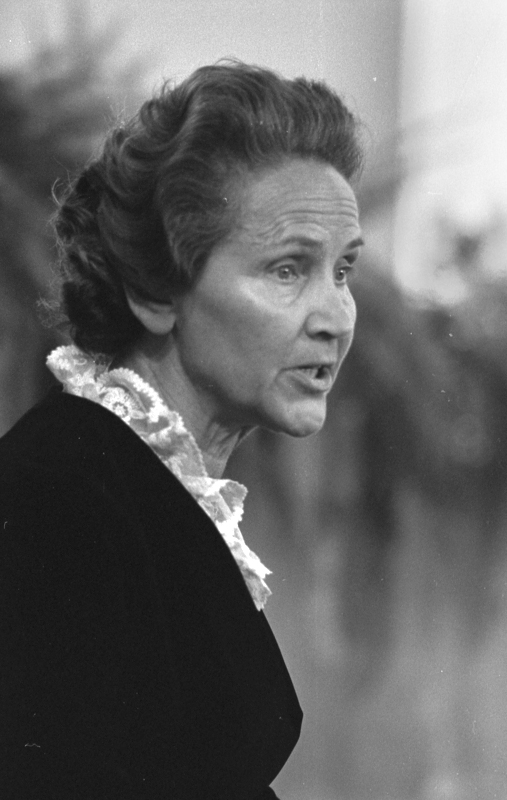
Condesa Marion von Dönhoff

En 1920, el conde Heinrich von Dönhoff (1899-1942) heredó el castillo de Friedrichstein. Al principio, su madre se encargó de administrar la finca en su nombre, con la ayuda del antiguo ministro sajón von Falkenhausen. Hacia 1922, el conde Heinrich pasó a encargarse personalmente de la administración. Modernizó la gestión de la finca de acuerdo con los últimos estándares, y en la década de 1930 se renovó el palacio y se recuperaron las antiguas estructuras barrocas del parque.
En tiempos de Heinrich, la finca era una de las mayores propiedades privadas de Alemania. La finca Friedrichstein, que incluía el palacio, la faisanería y Amalienhof, el bosque protegido de Groß Hohenhagen y Wehnenfeld con la granja periférica Lottienenhof, abarcaba 6215 hectáreas. La finca Quittainen, por su parte, abarcaba otras 9907 hectáreas, lo que hace un total de más de 160 kilómetros cuadrados.

### Segunda Guerra Mundial y después
August Karl y Maria von Dönhoff tuvieron ocho hijos que, siendo jóvenes, adoptaron distintas posturas ante el nazismo, los problemas de la Segunda Guerra Mundial y sus consecuencias, es decir, las decisiones de la Conferencia de Potsdam de los Tres Grandes. La hija, Marion Dönhoff (1909-2002), se unió al movimiento de resistencia, lo que la llevó a ser interrogada por la Gestapo tras el . Aunque muchos de sus compañeros de la resistencia fueron ejecutados, ella fue puesta en libertad, al parecer, porque su nombre no figuraba en ninguno de los documentos incautados por los nazis. 
En enero de 1945, cuando las tropas soviéticas entraban en la región, Dönhoff huyó de Prusia Oriental, y viajó a caballo durante siete semanas hasta llegar a Hamburgo. En 1962, publicó un libro de ensayos titulado Names No One Mentions Anymore (Nombres que nadie menciona ya).  
En 1946, Marion Dönhoff se incorporó como redactora política al incipiente semanario Die Zeit, de Hamburgo. En 1972, se convirtió en su editora. Además, se convirtió en una activista social que luchaba por la reconciliación de Alemania con los países de Europa del Este. En 1990 fue elegida Miembro Honorario Extranjero de la Academia Estadounidense de las Artes y las Ciencias.
Los soldados soviéticos prendieron fuego al palacio. Destrozaron especialmente la escultura Venus y ciervos fascistas (las estatuas y los bajorrelieves fueron volados con dinamita). Probablemente, en aquella época también fue destruido el valioso monumento a Immanuel Kant, obra de Christian Daniel Rauch. En 1944, Marion lo hizo transportar (con el consentimiento de las autoridades de Königsberg) a Friedrichstein para protegerlo de los bombardeos aliados que se esperaban sobre la ciudad.
Los muros del palacio incendiado sufrieron ligeros daños, pero no se inició su reconstrucción y no hubo objeciones a la devastación de su interior. Se apoyó la información que lo presentaba como una «guarida fascista» y la «Dacha de Göring». Las ruinas se fueron desmantelando poco a poco. Cuando Marion Dönhoff visitó el lugar de su nacimiento en 1989, ya solo encontró restos de cimientos (se conservan algunos edificios de la granja).
Los últimos propietarios de Friedrichstein fueron los hermanos de Marion, el conde Heinrich von Dönhoff (1920-1942) y el conde Dietrich von Dönhoff (1902-1991), pertenecientes a la octava generación de la familia Dönhoff en Friedrichstein. El conde Hermann von Dönhoff fue adoptado por su tío, el último príncipe de Hatzfeld-Wildenburg, Franz-Hermann, y se convirtió en uno de los mayores terratenientes de Renania-Palatinado y Brandeburgo. Vive en el castillo de Crottorf, en Friesenhagen, desde donde gestiona también las fincas de Hatzfeld y el castillo de Schönstein. Marion Dönhoff falleció en Crottorf en 2002.

#### Galería: Un recorrido por el interior del palacio en torno a 1910

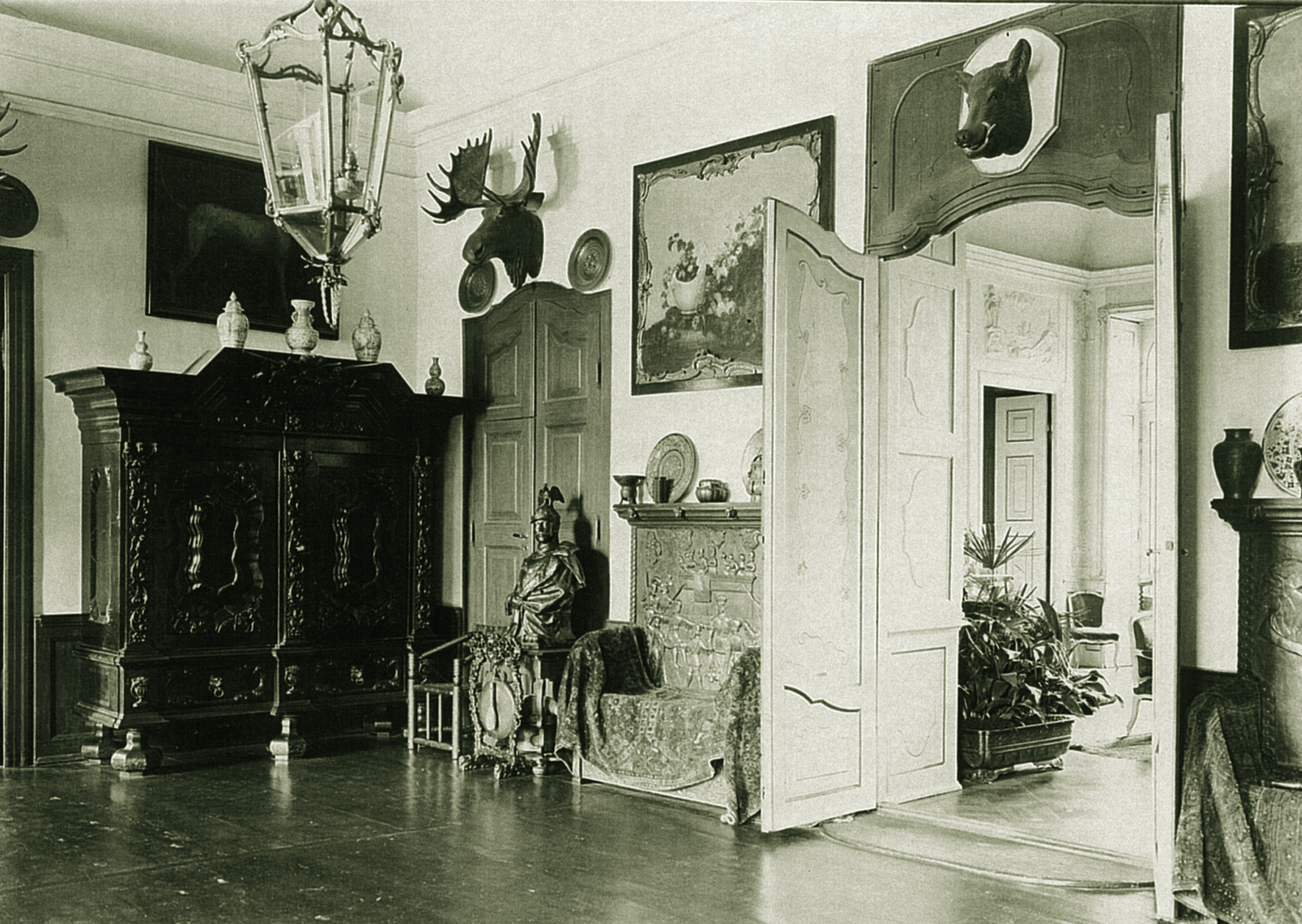
Vestíbulo
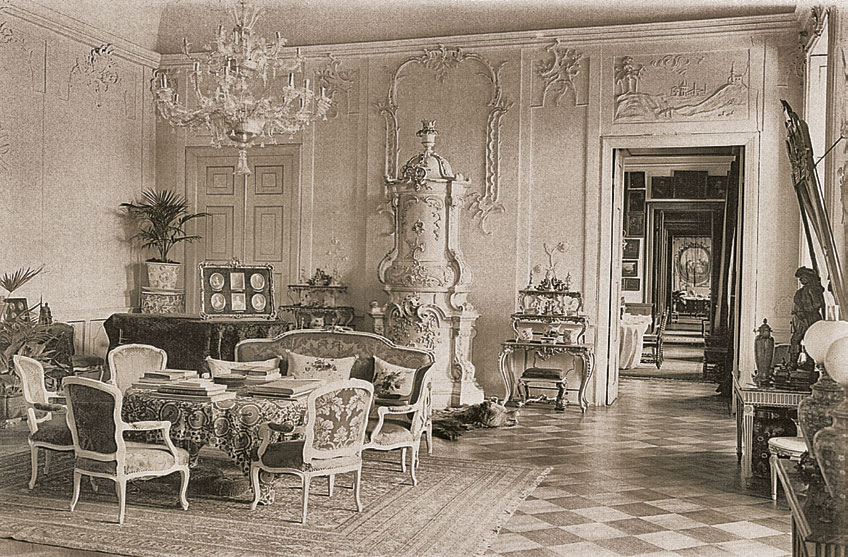
Salón de jardín con vistas al norte.
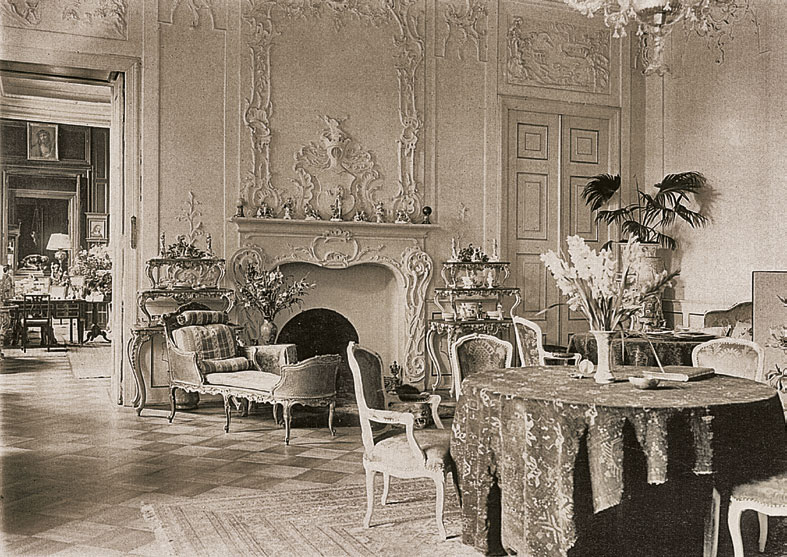
Sala de jardín con vistas al sur
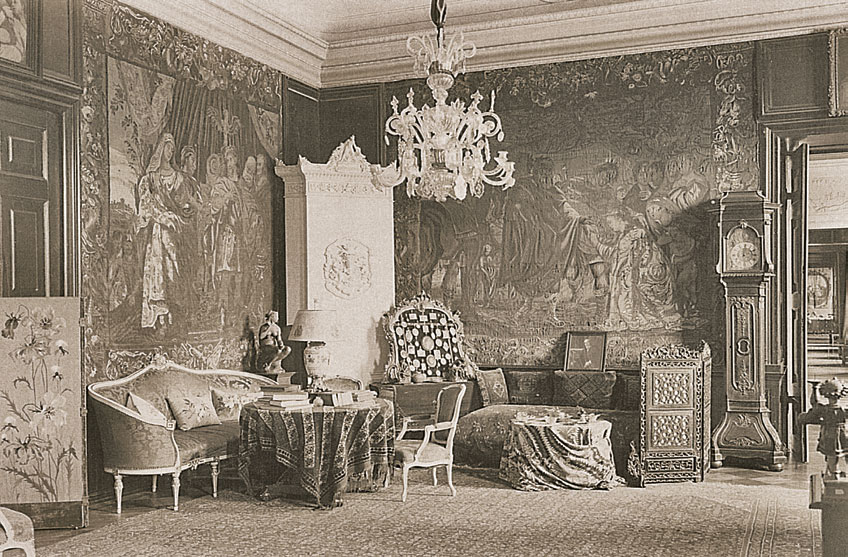
Salón verde con vistas al norte
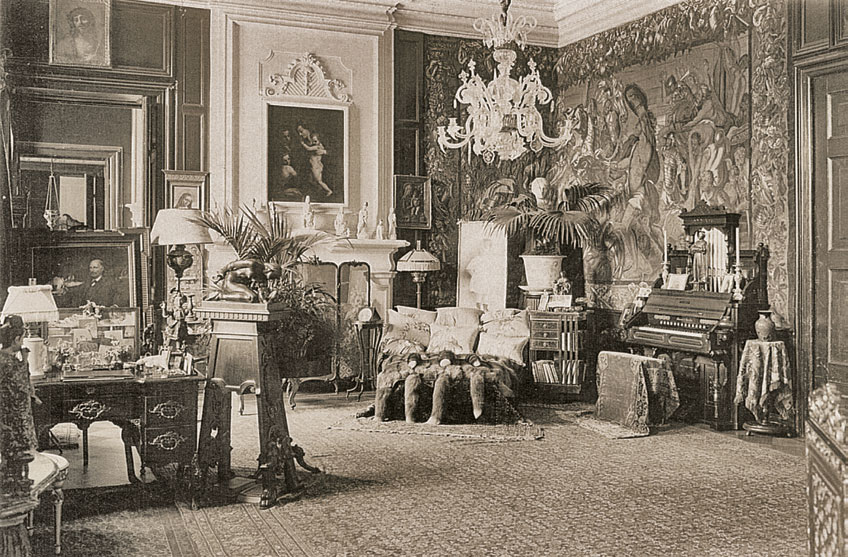
Salón verde con vistas al sur
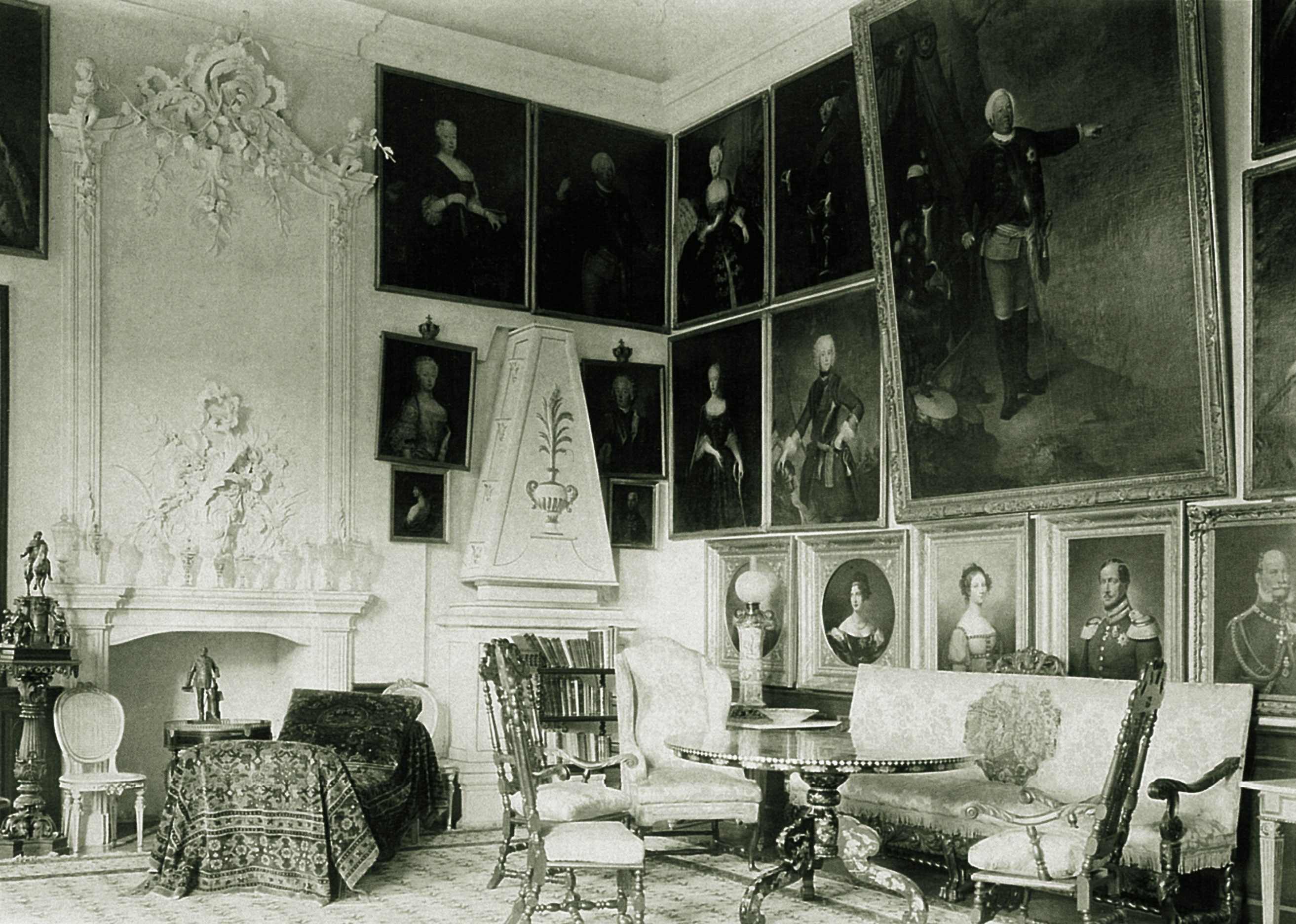
La Hohenzollernstube albergaba pinturas de los reyes prusianos.
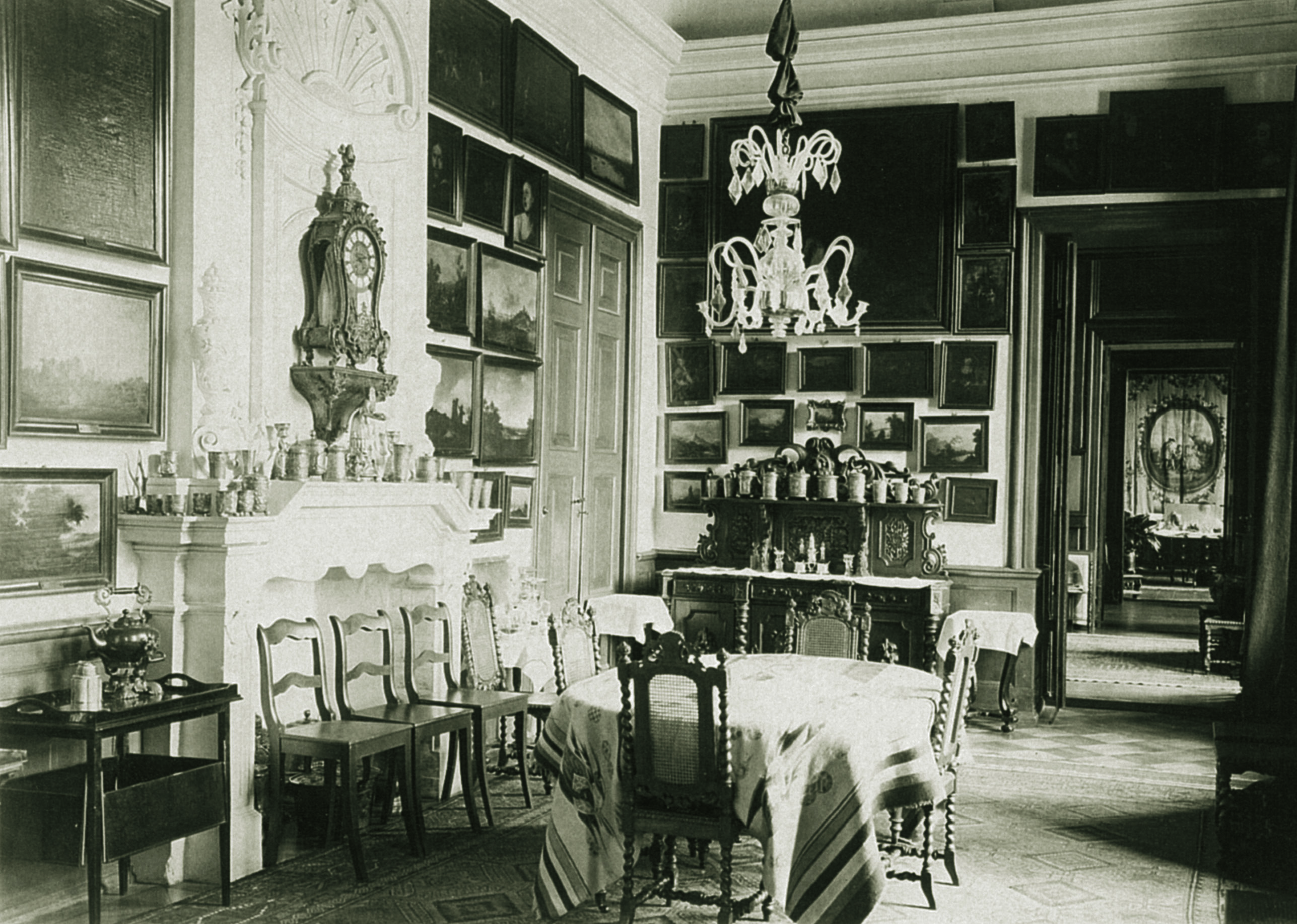
Comedor
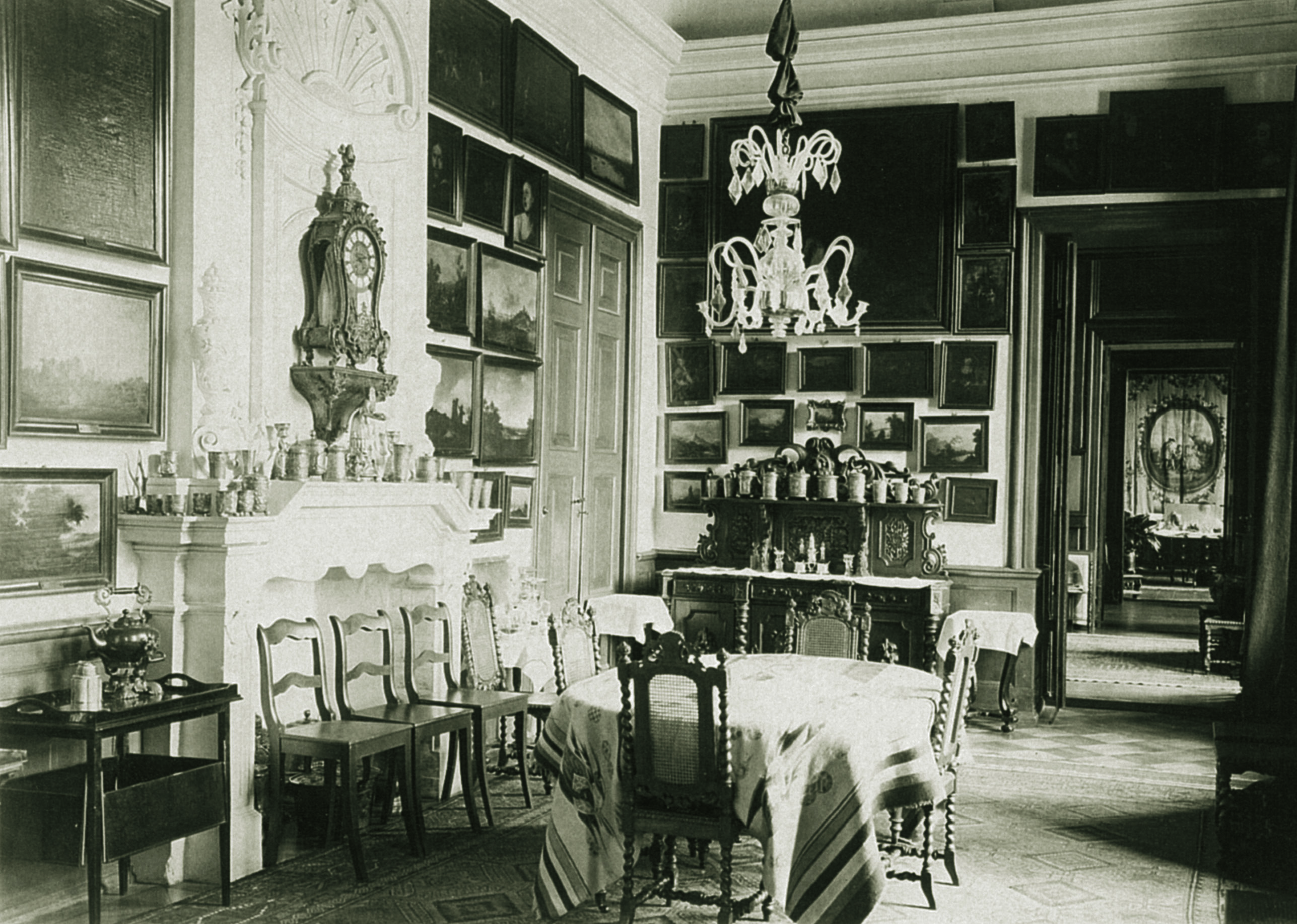
Gabinete de Otto Magnus

## Arquitectura

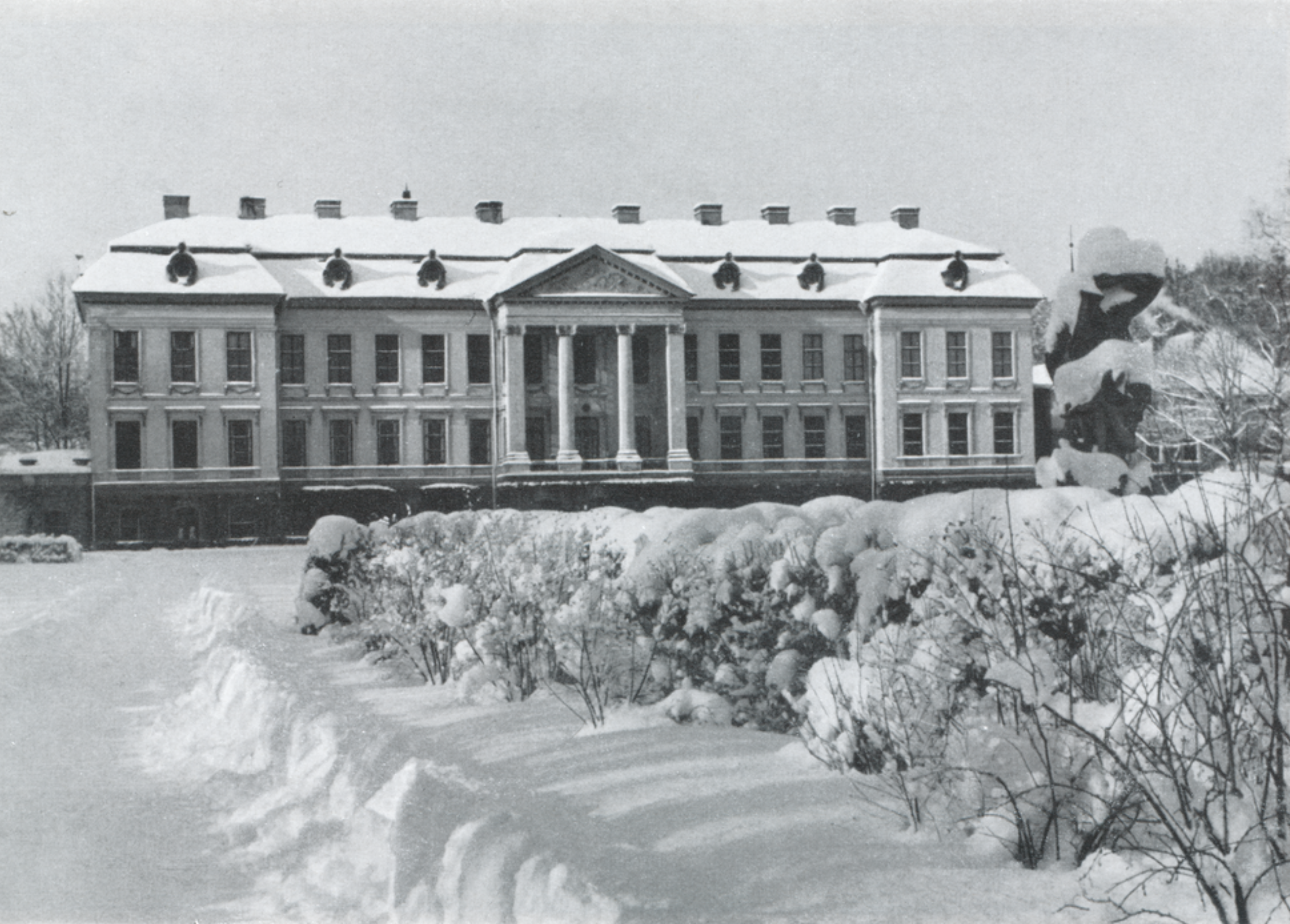
El palacio de Friedrichstein en invierno, alrededor de 1930

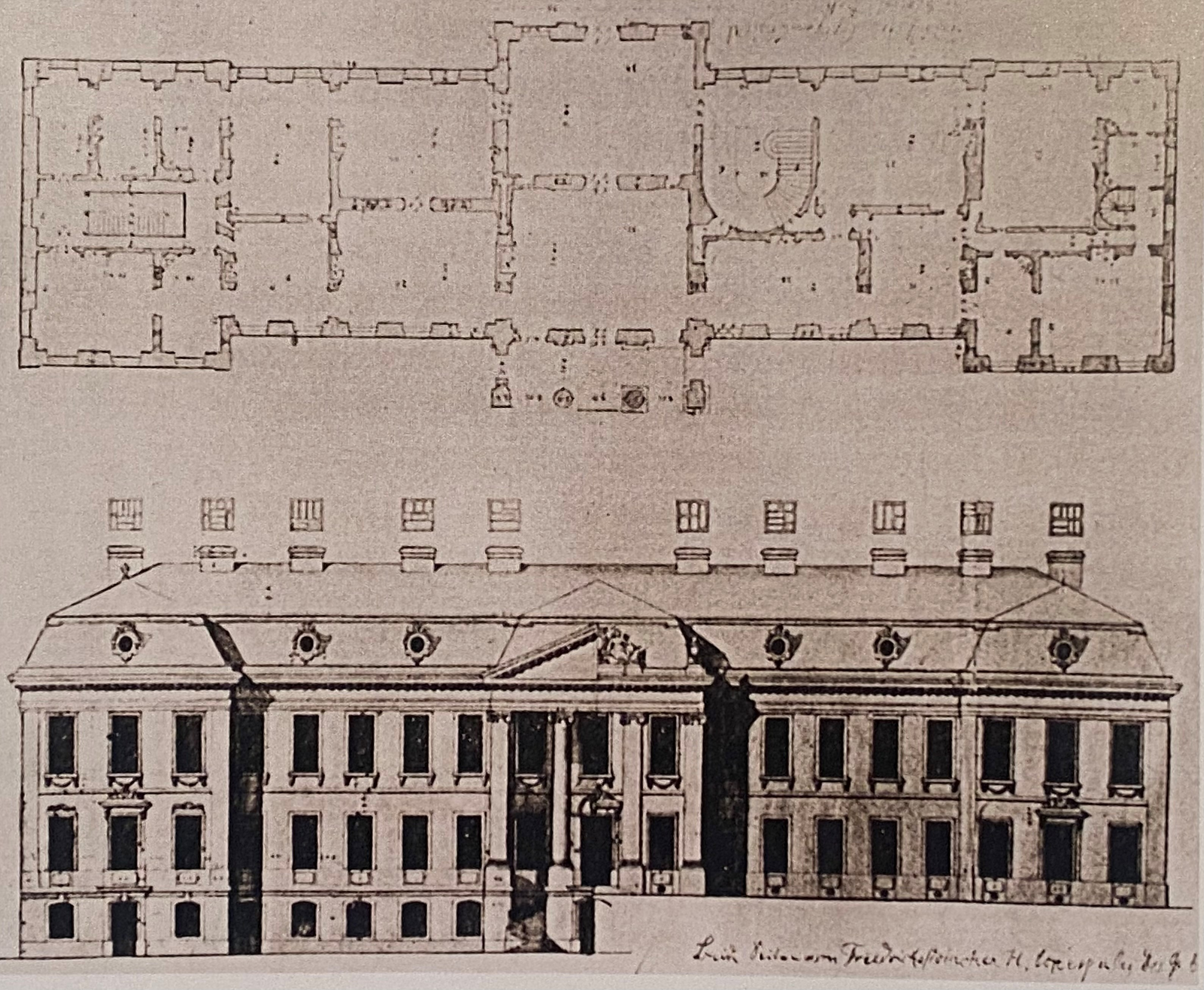
Planta y alzado de Jean de Bodt.

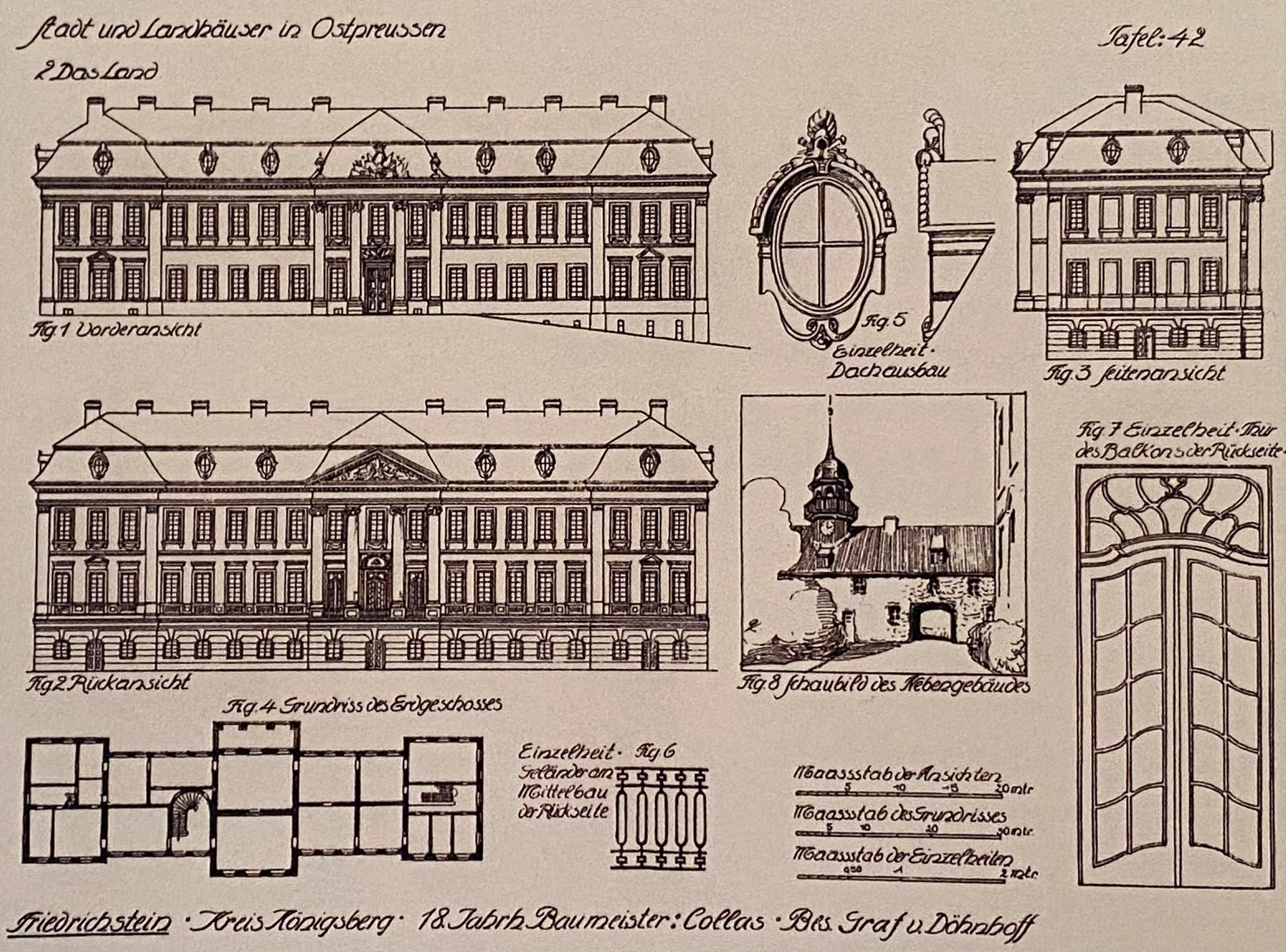
Alzados del Palacio Friedrichstein por Richard Dethlefsen (1918)

En 1701, Prusia fue elevada del rango ducal al real y su nuevo rey, Federico I de Prusia (1657-1713), deseaba que su reino se dotara de algunos magníficos palacios barrocos por razones de representación cultural. Por este motivo, la nobleza prusiana oriental construyó una serie de los llamados «palacios reales». Los condes von Dönhoff construyeron Friedrichstein y Dönhoffstädt. Los condes Dohna construyeron Schlobitten y Schlodien. Los condes Finck von Finckenstein erigieron el palacio Finckenstein, y los condes Waldburg construyeron Capustigall. Dönhoffstädt fue construido por un hermano de Otto Magnus y se inspiró en Friedrichstein.
El palacio, construido entre 1709 y 1714, era considerado una de las casas señoriales más bellas de Prusia. Tenía dos pisos, con un sótano y un tejado de mansarda. La fachada medía casi 100 metros y albergaba más de 110 habitaciones. Entre 1750 y 1770 se decoraron las habitaciones en estilo rococó.En el lado del patio había un pórtico con columnas jónicas y, en el lado del jardín, una galería similar. El frontón estaba decorado con árboles exóticos en barricas de roble macizo. Se alzaba sobre una colina, lo que confería ligereza a pesar de su gran tamaño.
La fachada del jardín sigue el modelo de la Zeughaus de Berlín, diseñada por el mismo arquitecto. Se considera un diseño excepcional, probablemente la obra maestra de Jean de Bodt. 
Desde las ventanas de los dos muros más largos se disfrutaba de una amplia vista, mientras que desde el lado del jardín se veía un estanque alargado (probablemente el lago Pregoła). Junto al palacio, rodeado de vastos bosques caducifolios, se organizó un parque de estilo francés. A los parques paisajísticos naturales se les añaden cascadas artificiales, cuevas, etc.
Friedrichstein albergaba una valiosa serie de tapices de alrededor de 1630 que representaban escenas de la vida de Alejandro Magno, diseñados por Jacob Jordaens. 

## Literatura
- Sieber, Helmut (1958). Schlösser und Herrensitz in Ost- und Westpreussen – Nach alten Stichen und Zeichnungen (en alemán). Frankfurt am Main: Wolfgang Weidlich. pp. 41-42.
- Dönhoff, Marian (1962). Namen die keiner mehr nennt (en alemán). Köln: Eugen Diederichs Verlag.
- von Lorck, Carl (1965). Landschlösser und Gutshäuser in Ost- und Westpreußen (en alemán). Frankfurt am Main: Weidlich. pp. 219, 221.
- Heckmann, Hermann (1998). Baumeister des Barock und Rokoko in Brandenburg-Preussen (en alemán). Berlin: Verlag für Bauwesen. p. 506. ISBN 3-345-00631-6.
- Heck, Kilian; Thielemann, Christian (2019). Friedrichstein: Das Schloss der Grafen von Dönhoff in Ostpreußen (en alemán). München: Deutscher Kunstverlag. p. 380. ISBN 978-3422073616.